# Cartigny (Francia)
Cartigny è un comune francese di 742 abitanti situato nel dipartimento della Somme nella regione dell'Alta Francia.

## Società

### Evoluzione demografica
Abitanti censiti